# Rezolucja Rady Bezpieczeństwa ONZ nr 172
Rezolucja Rady Bezpieczeństwa ONZ nr 172 została przyjęta jednomyślnie 26 lipca 1962 r.
Po przeanalizowaniu wniosku Rwandy o członkostwo w Organizacji Narodów Zjednoczonych, Rada zaleciła Zgromadzeniu Ogólnemu przyjęcie tego państwa do swojego grona.

## Źródło
- UNSCR - Resolution 172